# Makedonska republička nogometna liga 1948./49.
Makedonska republička nogometna liga bila je liga trećeg stupnja nogometnog prvenstva Jugoslavije u sezoni 1948./49. 
 Sudjelovalo je 10 klubova, a prvak je bio 11. oktomvri iz Kumanova. 
  Odigravanju lige su prethodile kvalifikacije.

## Formiranje lige
- 11. oktomvri (Kumanovo), Rabotnik (Bitolj), Goce Delčev (Prilep) i Crvena zvezda (Veles) – iz prethodne lige (završnice)
- Rabotnički (Skoplje) povratnik iz Druge savezne lige
- Četiri kluba poslije kvalifikacija (12 sudionika, po dvostukom kup-sistemu): Ohrid (Belasica), Sloga (Skoplje), Šar Tetovo i Osogovo (Kočani)
- Tikveš (Kavadarci) – ?

### Kvalifikacije za popunu lige
| Prvi krug          | Prvi krug | Prvi krug          |     |     |
| ------------------ | --------- | ------------------ | --- | --- |
| Ilinden (Strumica) | –         | Bregalnica (Štip)  | 5:2 | 2:3 |
| Ohrid              | –         | Pitu guli          | ?   | ?   |
| ?                  | –         | ?                  | ?   | ?   |
| ?                  | –         | ?                  | ?   | ?   |
| Drugi krug         |           |                    |     |     |
| Ohrid              | –         | Ilinden (Strumica) | 2:2 | 7:1 |
| Sloga (Skoplje)    | –         | ?                  | ?   | ?   |
| Šar (Tetovo)       | –         | ?                  | ?   | ?   |
| Osogovo (Kočani)   | –         | ?                  | ?   | ?   |

## Ljestvica
| mj.     | klub                      | ut. | pob. | ner. | por. | gol+ | gol- | bod |
| ------- | ------------------------- | --- | ---- | ---- | ---- | ---- | ---- | --- |
| 1.      | 11. oktomvri Kumanovo     | 18  | 13   | 4    | 1    | 35   | 8    | 30  |
| 2.      | Rabotnički Skoplje        | 18  | 10   | 3    | 5    | 32   | 21   | 23  |
| 3.      | Sloga Skoplje             | 18  | 10   | 2    | 6    | 27   | 22   | 22  |
| 4.      | Crvena zvezda Titov Veles | 18  | 10   | 2    | 6    | 43   | 39   | 22  |
| 5.      | Šar Tetovo                | 18  | 6    | 8    | 4    | 32   | 28   | 18  |
| 6.      | Tikveš Kavadarci          | 18  | 7    | 4    | 7    | 29   | 28   | 18  |
| 7.      | Goce Delčev Prilep        | 18  | 6    | 4    | 8    | 23   | 33   | 16  |
| 8.      | Ohrid                     | 18  | 4    | 4    | 10   | 26   | 40   | 12  |
| 9.      | Rabotnik Bitolj           | 18  | 4    | 2    | 12   | 19   | 31   | 10  |
| 10.     | Osogovo Kočani            | 18  | 2    | 3    | 13   | 24   | 47   | 7   |
|         |                           |     |      |      |      |      |      |     |
| Izvori: |                           |     |      |      |      |      |      |     |

- Viši rang:
  - 11. oktomvri (Kumanovo) se plasirao u Drugu saveznu ligu – poslije kvalifikacija
  - Rabotnički (Skoplje) se plasirao u novoformiranu Treću saveznu ligu – direktno
  - Tikveš (Kavadarci), kao šesti (?) igrao kvalifikacije za treću saveznu ligu – nije uspio
- Ispali:
  - Osogovo (Kočani)
- Novi članovi:
  - Kožuf (Đevđelija), Pitu Gili (Kruševo), Tekstilac (Skoplje) – poslije kvalifikacija
  - Bregalnica (Štip) i Student (Skoplje) – naknadno
- Napomena:
  - Za narednu sezonu liga je proširena na 12 klubova

## Rezultatska križaljka
| kratica | klub                  | 11OK | CRZ | GOD | OHR | OSO | RBČ | RBK | SLO | ŠAR | TIK |
| --- | --------------------- | ---- | --- | --- | --- | --- | --- | --- | --- | --- | --- |
| 11OK | 11. oktomvri Kumanovo |      |     |     |     |     |     |     |     |     |     |
| CRZ | Crvena zvezda Veles   |      |     |     |     |     |     |     |     |     |     |
| GOD | Goce Delčev Prilep    |      |     |     |     |     |     |     |     |     |     |
| OHR | Ohrid                 |      |     |     |     |     |     |     |     |     |     |
| OSO | Osogovo Kočani        |      |     |     |     |     |     |     |     |     |     |
| RBČ | Rabotnički Skoplje    |      |     |     |     |     |     |     |     |     |     |
| RBK | Rabotnik Bitolj       |      |     |     |     |     |     |     |     |     |     |
| SLO | Sloga Skoplje         |      |     |     |     |     |     |     |     |     |     |
| ŠAR | Šar Tetovo            |      |     |     |     |     |     |     |     |     |     |
| TIK | Tikveš Kavadarci      |      |     |     |     |     |     |     |     |     |     |
| |                       |      |     |     |     |     |     |     |     |     |     |
| podebljan rezultat – utakmice od 1. do 9. kola (1. utakmica između klubova) rezultat normalne debljine – utakmice od 10. do 18. kola (2. utakmica između klubova) rezultat nakošen – nije vidljiv redoslijed odigravanja međusobnih utakmica iz dostupnih izvora rezultat nakošen i smanjen * – iz dostupnih izvora nije uočljiv domaćin susreta prekrižen rezultat – poništena ili brisana utakmica p – utakmica prekinuta 3:0 p.f. / 0:3 p.f. – rezultat 3:0 bez borbe n.i. – nije igrano |                       |      |     |     |     |     |     |     |     |     |     |

 Izvori: 

## Unutrašnje poveznice
- Druga savezna liga 1948./49.
- 3. ligaški rang 1948./49.